# Bieboschgroeve

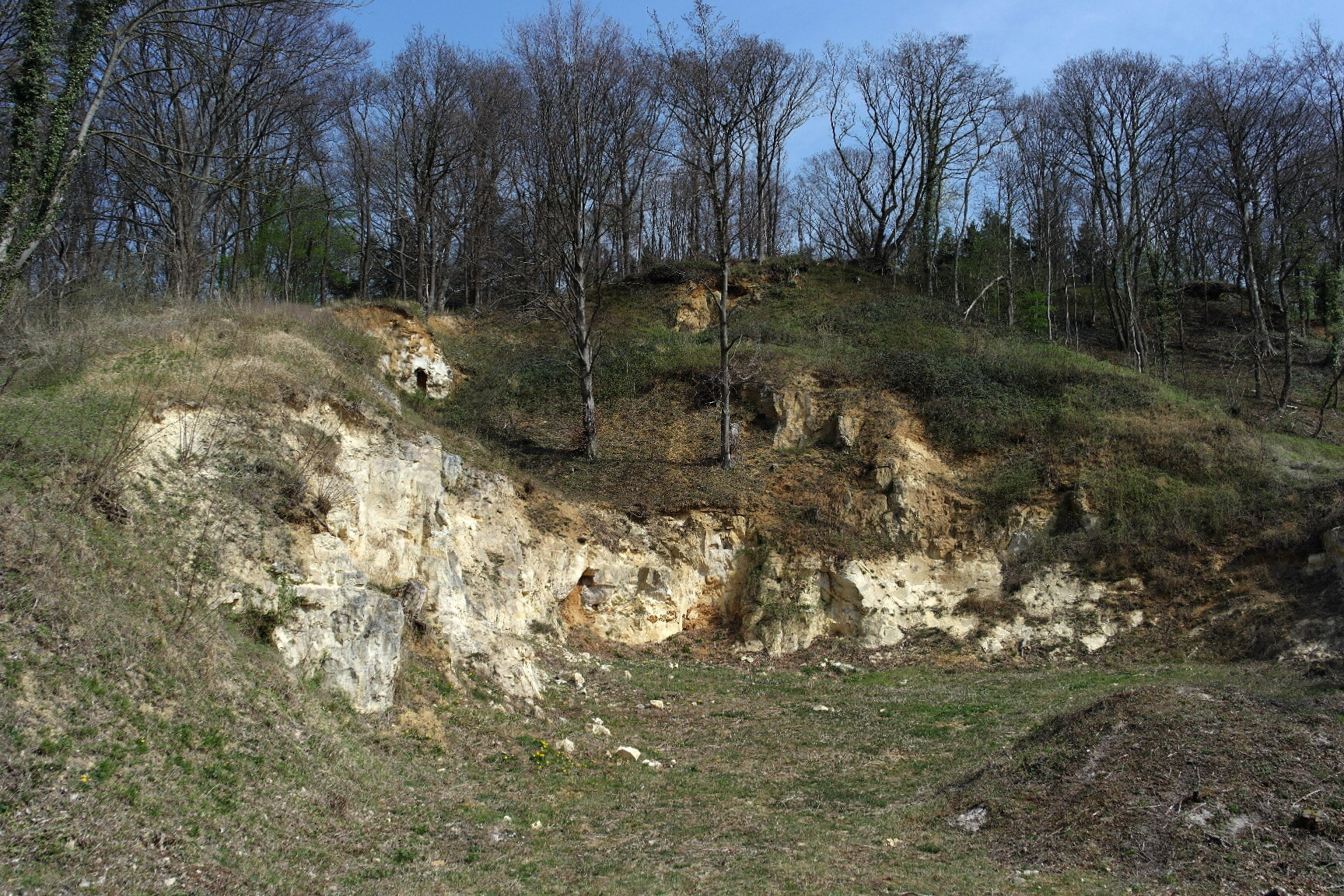
deel van de dagbouwgroeve

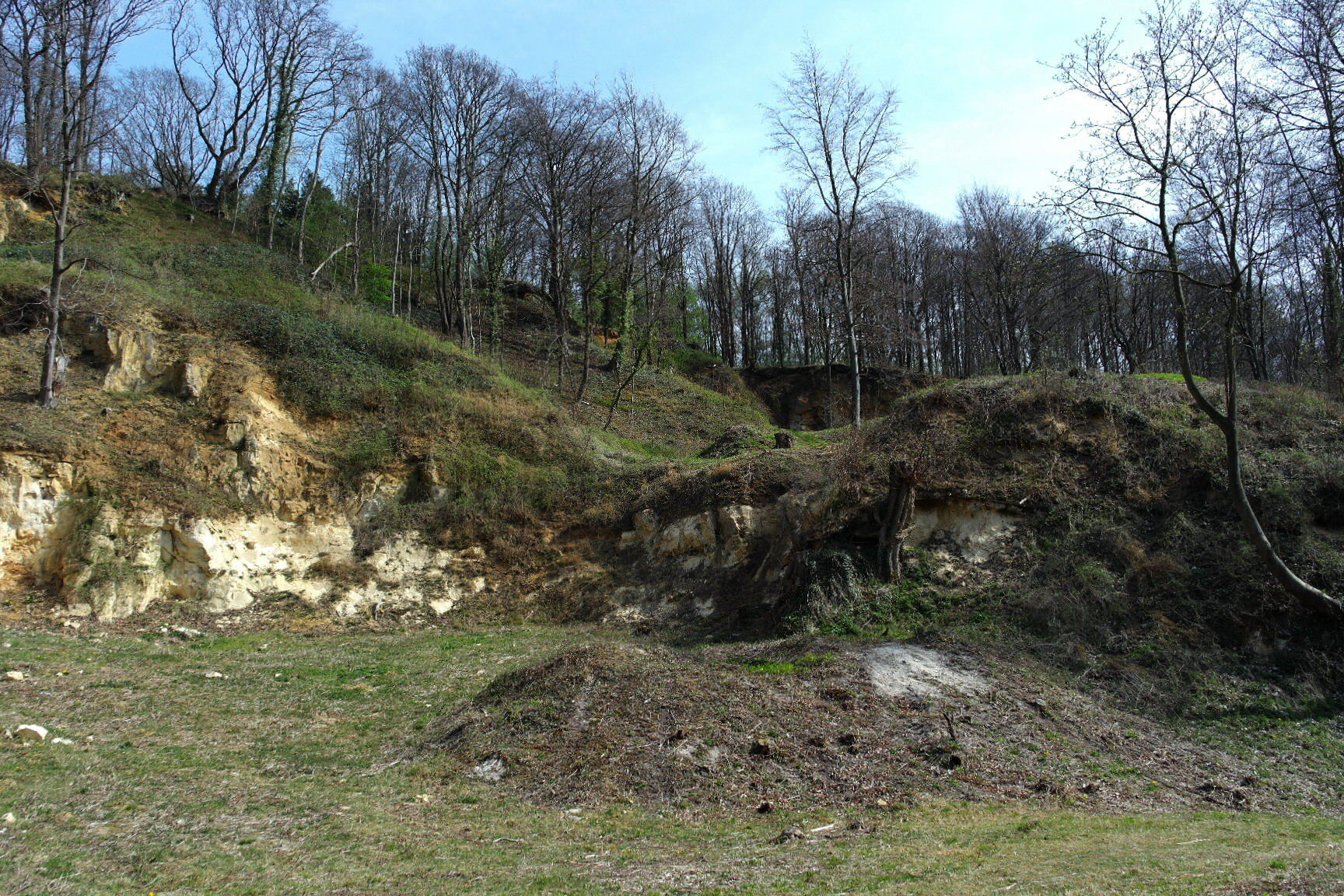
deel van de dagbouwgroeve

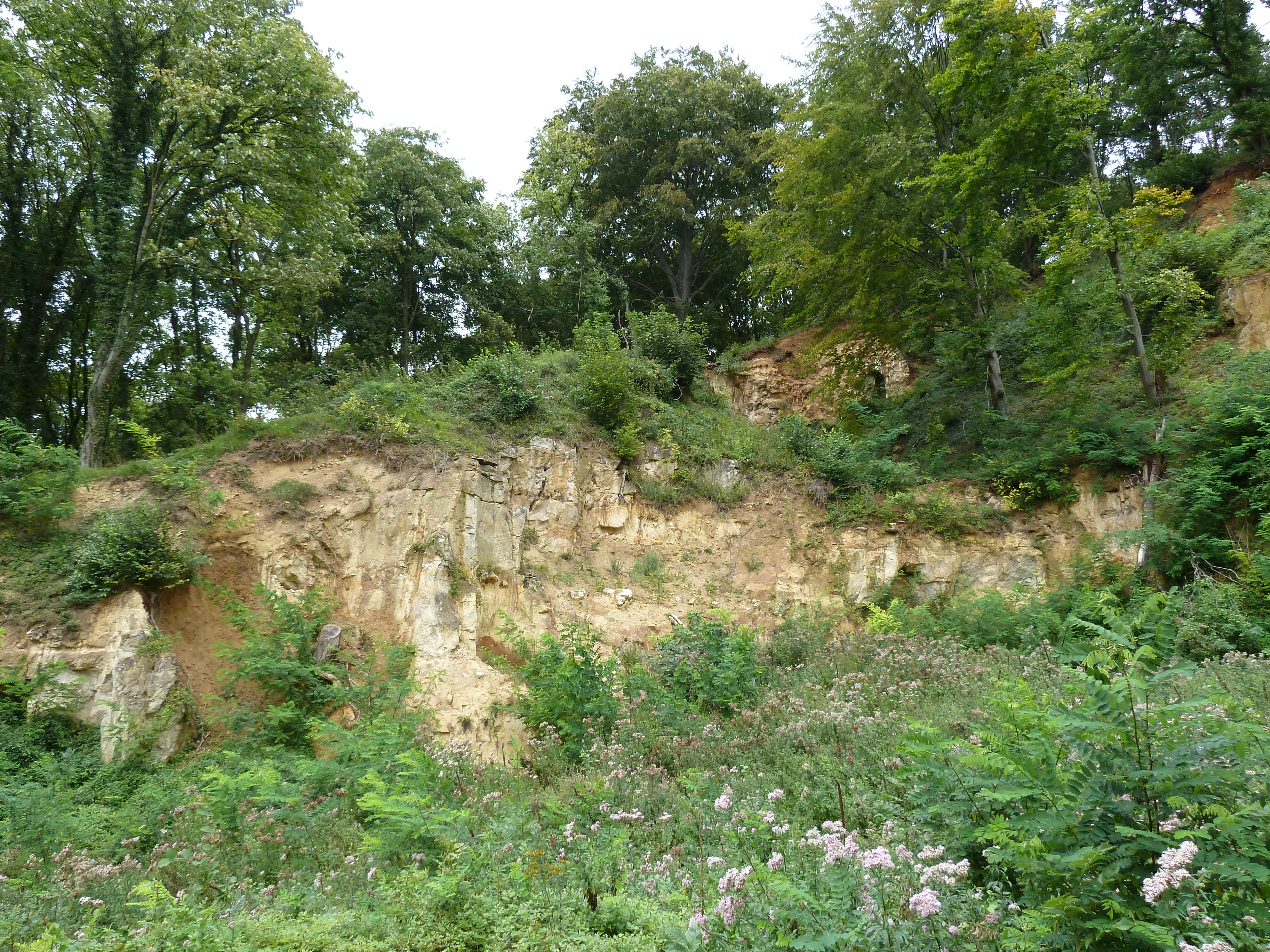
deel van de dagbouwgroeve

De Bieboschgroeve of Groeve America is een Limburgse mergelgroeve in de Nederlandse gemeente Valkenburg aan de Geul in Zuid-Limburg. De groeve ligt ten zuidoosten van Valkenburg vlak achter de Kalkoven Biebosch nabij de Sibbergrubbe. De open groeve ligt in het westelijk deel van het hellingbos Biebosch op de noordoostelijke rand van het Plateau van Margraten in de overgang naar het Geuldal. Ter plaatse duikt het plateau een aantal meter steil naar beneden.
Op ongeveer 300 meter naar het noordoosten liggen de Gewandgroeve I en Gewandgroeve II, ongeveer 170 meter naar het zuiden ligt de Vallenberggroeve, op ongeveer 225 meter naar het zuidwesten ligt de Groeve achter Lemmekenskoel en op ongeveer 200 meter naar het westen liggen de groeves Beckersbergske en Groeve naast Beckersbergske.

## Geschiedenis
Van de 17e tot in de 19e eeuw werd er door blokbrekers in twee ondergrondse kalksteengroeves mergel gewonnen.
Toen in de jaren 1930 de Kalkoven Biebosch werd gebruikt voor het branden van kalksteen, begon men achter de kalkoven met het ontginnen van een dagbouwgroeve. Door deze dagbouwgroeve zijn de twee ondergrondse Bieboschgroeves verdwenen.
In 2018 werd het Biebosch samen met het gebied van de groeve overgedragen van Staatsbosbeheer aan Natuurmonumenten in het kader van een grondruil.
In het najaar van 2020 werd de groeve vrijgemaakt van bomen, struiken en klimplanten.

## Groeve
De ondergrondse groeve is als gevolg van de dagbouwgroeve verdwenen.